# Auguste Aulnette
Auguste Aulnette, född 29 oktober 2002, är en fransk alpin skidåkare.
Aulnette tog guld i kombination vid olympiska vinterspelen för ungdomar 2020 i Lausanne.